# World Series of Poker 1976
De World Series of Poker 1976 werd gehouden in de Binion's Horseshoe in Las Vegas van 3 mei t/m 15 mei. Het was de 7de editie van de World Series of Poker, het grootste pokerevenement ter wereld.

## Toernooien
| Event                               | Winnaar       | Prijs   |
| ----------------------------------- | ------------- | ------- |
| $2.500 No Limit Hold'em             | Howard Andrew | $28.000 |
| $1.000 No Limit Hold'em             | Howard Andrew | $23.600 |
| $5.000 Deuce to Seven Draw w/Rebuys | Doyle Brunson | $80.250 |
| $1.000 Ace to Five Draw             | Perry Green   | $68.300 |
| $1.000 Seven Card Stud Split        | Doc Green     | $12.750 |
| $500 Seven Card Stud                | Johnny Moss   | $13.000 |
| $5.000 Seven Card Stud              | Walter Smiley | $35.000 |

## Main Event
Het Main Event was het grootste toernooi van de WSOP van 1976. Het is een 10.000 dollar No-Limit Texas Hold'em toernooi. De winnaar van dit toernooi wordt gezien als de officieuze wereldkampioen poker. Er deden in totaal 22 spelers mee.

### Finaletafel
| Positie | Naam               | Prijs    |
| ------- | ------------------ | -------- |
| 1       | Doyle Brunson      | $220.000 |
| 2       | Jesse Alto         | Geen     |
| 3       | Tommy Hufnagle     | Geen     |
| 4       | Crandell Addington | Geen     |
| 5       | Bob Hooks          | Geen     |
| 6       | Onbekend           | Geen     |